# 1,2-Dibromo-1,1,2,2-tétrafluoroéthane
Le 1,2-dibromotétrafluoroéthane est un halogénoalcane. Il est également connu sous les codes R-114B2 et halon 2402. C'est un liquide incolore. Il est parfois utilisé dans les systèmes d'extinction d'incendie.
Il a un potentiel de déplétion ozonique égal à 6.

## Accident
Le 8 novembre 2008, un accident à bord du sous-marin russe K-152 Nerpa, dû à l'activation d'un système de suppression d'incendie chargé de R-114B2, a tué 20 personnes et blessé 21 autres.